# Notonecta
Notonecta es un género de insecto acuático perteneciente a la familia Notonectidae. Miden de 8 a 16 mm. De distribución holártica y África.

## Especies
Las siguientes especies:
- Notonecta borealis
- Notonecta glauca
- Notonecta hoffmanni
- Notonecta indica
- Notonecta insulata
- Notonecta irrorata
- Notonecta kirbyi
- Notonecta lobata
- Notonecta lunata
- Notonecta maculata
- Notonecta marmorea
- Notonecta meridionalis
- Notonecta montezuma
- Notonecta obliqua
- Notonecta ochrothoe
- Notonecta pallidula
- Notonecta petrunkevitchi
- Notonecta raleighi
- Notonecta repanda
- Notonecta shooteri
- Notonecta spinosa
- Notonecta uhleri
- Notonecta undulata
- Notonecta unifasciata
- Notonecta viridis